# Derek Jones (cầu thủ bóng đá)
Derek Jones (24 tháng 4 năm 1929 - 26 tháng 10 năm 2006) là một cầu thủ bóng đá người Anh thi đấu ở vị trí hậu vệ phải cho Tranmere Rovers.